# Angry Chair
«Angry Chair» es una canción interpretada por el grupo musical estadounidense Alice in Chains. Fue el tercer sencillo de su álbum Dirt (1992).
La canción también fue incluida en los álbumes recopilatorios Nothing Safe: Best of the Box, Music Bank, Greatest Hits y The Essential Alice in Chains.

## Información de la canción
"Angry Chair" fue una de las pocas canciones de la banda compuesta en su totalidad por Layne Staley. En las notas de la caja recopila Music Bank el guitarrista Jerry Cantrell dice sobre la canción:
Una canción tan brillante. Estoy muy orgulloso de Layne por haberla escrito. Cuando he hablado vocalmente en el pasado me ha apoyado mucho, y he aquí un buen ejemplo de cómo él se adelantó con la guitarra y escribió una obra maestra.

## Video musical
El video de "Angry Chair" fue estrenado en 1992 y fue dirigido por Matt Mahurin. Está disponible en Music Bank: The Videos, un lanzamiento de la banda que contiene todos los videos musicales entre 1988 y 1998.

## Listado de canciones

#### CD Sencillo(Columbia – 658916 1)[4]
1. "Angry Chair" – 4:48
2. "Brother" – 4:27 (del disco Sap)

#### CD Edición Limitada(Columbia – 659365 2)[5]
1. "Angry Chair" – 4:51
2. "I Know Somethin' (Bout You)" – 4:24
3. "It Ain't Like That" (en vivo) – 4:40
4. "Hate to Feel" (en vivo) – 5:35

- Ambos temas en vivo fueron grabados el 2 de marzo de 1993 en Glasgow Barrowland.

## Posicionamietnto en listas
| Lista (1993)                                    | Máxima pocición |
| ----------------------------------------------- | --------------- |
| Australia Alternative (ARIA)                    | 11              |
| Europa (European Hot 100 Singles Music & Media) | 79              |
| Estados Unidos (Mainstream Rock)                | 34              |
| Estados Unidos (Alternative Airplay)            | 27              |
| Irlanda (IRMA)                                  | 28              |
| Reino Unido (Official Charts Company)           | 33              |

## Personal
- Layne Staley – voz, guitarra rítmica
- Jerry Cantrell – guitarra principal, voz
- Mike Starr – bajo
- Sean Kinney – batería